# Sinemorec
Sinemorec (bułg. Синеморец) – wieś w południowo-wschodniej Bułgarii, w obwodzie Burgas, w gminie Carewo. Według danych Narodowego Instytutu Statystycznego, 15 marca  2016 roku wieś liczyła 416 mieszkańców. Przy ujściu Weleki do Morza Czarnego.
Wieś znajduje się 5 km na południowy wschód od Achtopola. Znajduje się na miejscu starej trackiej osady. Do roku 1930 Sinemorec nosił turecką nazwę Kalandża (Каланджа). Dzisiejsza nazwa wsi zaczerpnięta została od greckiej galaza i oznacza jasnoniebieski. Najstarsza pisemna wzmianka o miejscowości pochodzi z 1498 roku. W tym dokumencie dotyczącym handlu solą wymienionych jest 19 rodzin, zamieszkujących tu onegdaj. Według wzmianki austriackiego dyplomaty z roku 1766 we wsi znajdowało się 17 domów, a ludność zajmowała się eksportem materiałów z drewna. Po wyzwoleniu Bułgarii w 1878 roku, Sinemorec pozostaje na terenie Turcji. Po I Wojnie Bałkańskiej znowu należy do Bułgarii.